# Evangelische Kirche (Rodenhausen)

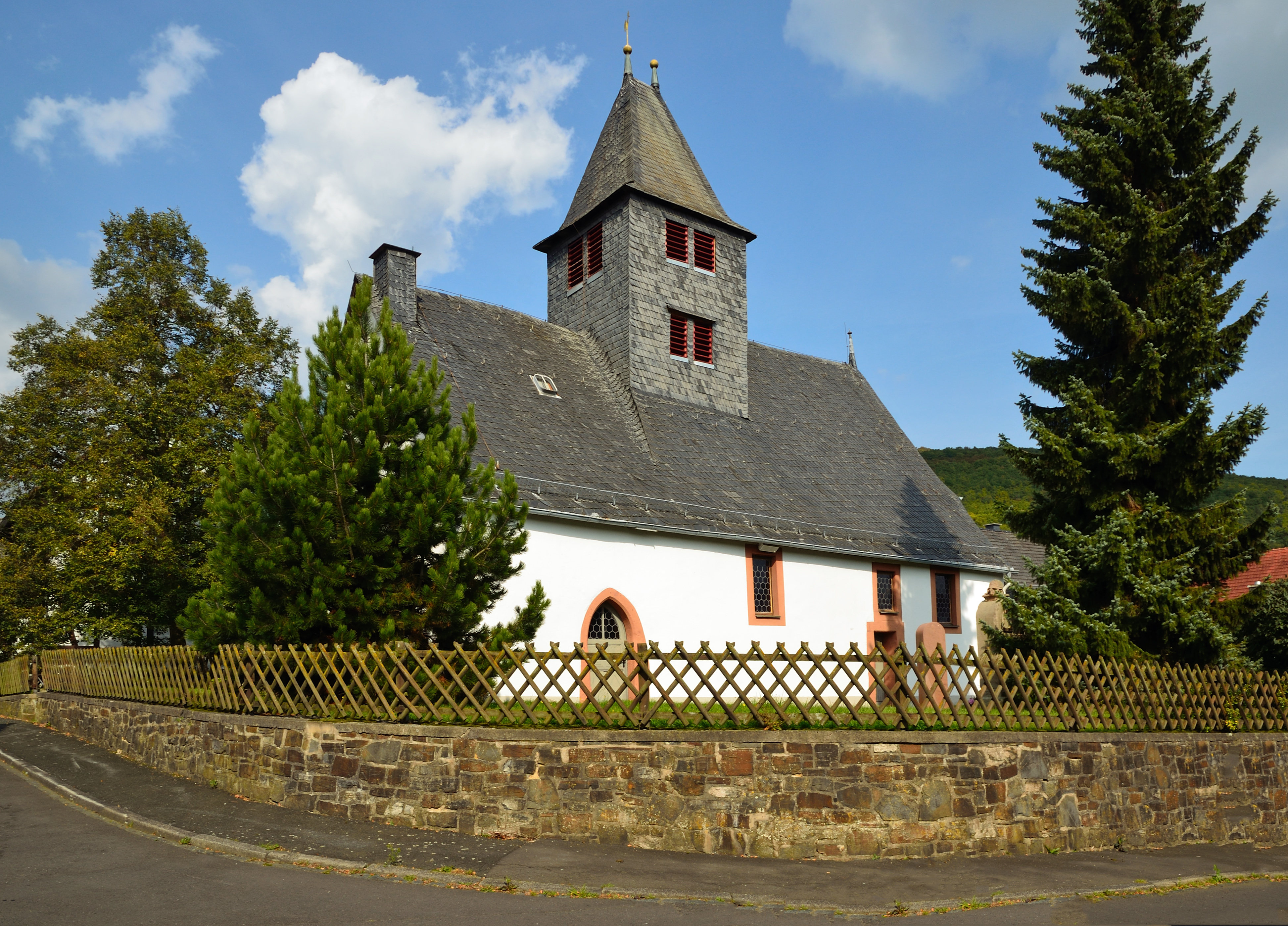
Kirche in Rodenhausen von Süden

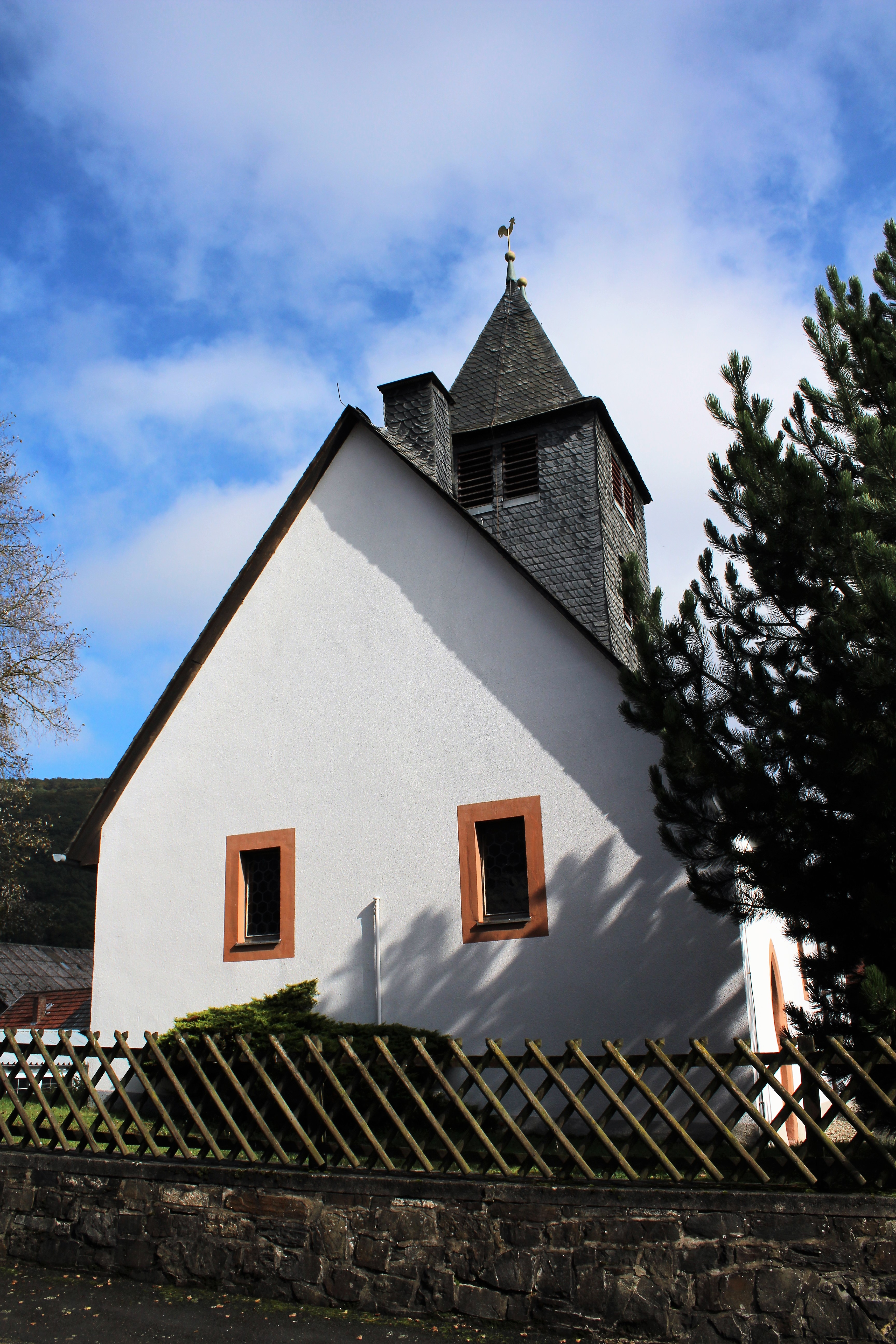
Kirche von Westen

Die Evangelische Kirche in Rodenhausen in der Gemeinde Lohra im Landkreis Marburg-Biedenkopf (Hessen) ist eine spätmittelalterliche Saalkirche. Die denkmalgeschützte, mehrfach umgebaute Kirche hat im Osten einen geraden Chorschluss und einen mittig aufgesetzten Dachreiter.

## Geschichte
Im späten Mittelalter unterstand Rodenhausen in kirchlicher Hinsicht dem Sendbezirk Lohra und war dem Dekanat Amöneburg im Archidiakonat St. Stephan in der Erzdiözese Mainz zugeordnet. Mit Einführung der Reformation wechselte der Ort ab 1526 zum lutherischen Bekenntnis.
Die Kirche wurde wahrscheinlich im 16. Jahrhundert gebaut, da eine Pfarrei in Rodenhausen erstmals für 1577 und 1582 erwähnt ist. Rodenhausen war 1590 Vikariat von Kirchvers. Seit dieser Zeit bildete Kirchvers mit Rodenhausen und Weipoltshausen ein Kirchspiel. Wohl im Jahr 1606 nahm die Kirchengemeinde unter Landgraf Moritz den reformierten Glauben an, um mit dessen Abdankung 1624 endgültig zum lutherischen zurückzukehren.
Die spätmittelalterliche Kirche wurde im Laufe der Zeit mehrfach umgebaut. Wahrscheinlich im 16. Jahrhundert wurde die Flachdecke eingezogen. Eine Erneuerung der 1617 eingebauten Emporen folgte Anfang des und 18. Jahrhunderts. Das hölzerne Gewölbe im Chor wurde im Jahr 1700 eingezogen, im selben Jahr wurden Kanzel und Familienstuhl gefertigt. Anfang des 18. Jahrhunderts erhielt die Kirche weitere Ausstattungsstücke wie Kruzifix und Orgel. Die Brüstungsmalereien von 1818 wurden 1953 freigelegt.
Rodenhausen gehört heute zum Pfarrbezirk III des Großkirchspiels Lohra im Kirchenkreis Marburg innerhalb der Evangelischen Kirche von Kurhessen-Waldeck. Seit 2016 werden Damm, Nanzhausen und Willershausen, die weiterhin zur Kirchengemeinde Lohra gehören, vom Kirchverser Pfarrer pfarramtlich betreut.

## Architektur
Der nicht exakt geostete, sondern etwas nach Ost-Nordost ausgerichtete Rechteckbau aus weiß verputztem Bruchsteinmauerwerk mit geradem Chorschluss ist im Ortszentrum etwas erhöht errichtet. Er steht auf einem viereckigen Friedhofsgelände, das von einer Mauer eingefriedet wird.
Langhaus und Rechteckchor weisen dieselbe Breite, aber unterschiedliche Höhe auf. Der mittig aufgesetzte, verschieferte Dachreiter vermittelt zwischen dem Satteldach des Langhauses und dem höheren Dach des Chors. In den quadratischen Schaft des Dachreiters sind nach Süden und Norden je vier und nach Westen und Osten je zwei rechteckige Schallöffnungen für das Geläut eingelassen. Das abschließende Walmdach wird von zwei Spitzen mit Turmknauf bekrönt. Die Spitze des westlichen Giebeldreiecks ist verschiefert.
Die Kirche wird durch zwei Portale mit Sandsteineinfassungen in der Südwand erschlossen, ein Spitzbogenportal im Westen und ein hochrechteckiges Portal im Chor. Der Innenraum wird durch je drei hochsitzende Rechteckfenster an den Langseiten und zwei Rechteckfenster im Westen mit Gewänden aus Sandstein belichtet. Die Ostseite ist fensterlos.

## Ausstattung

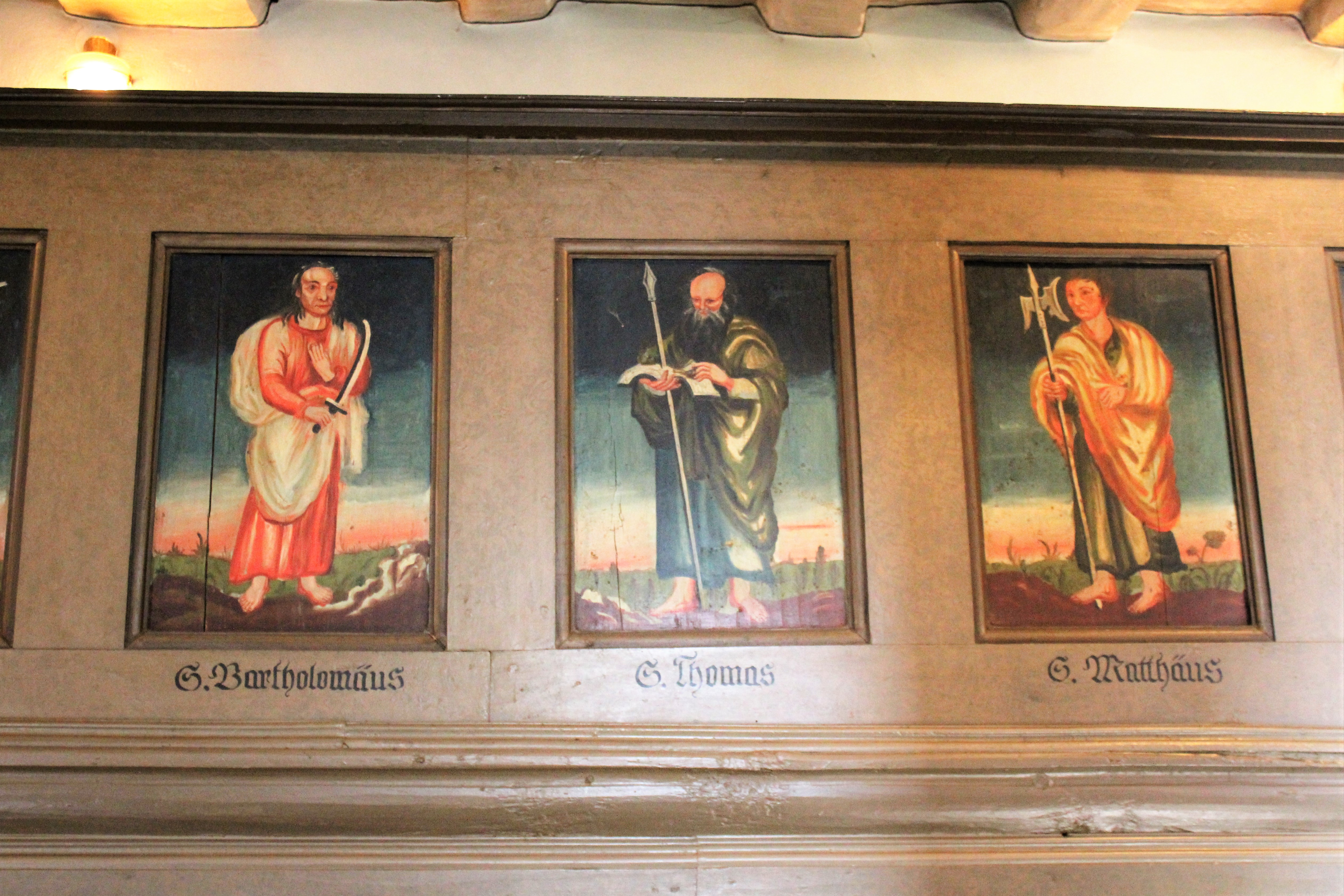
Emporenmalereien von 1818

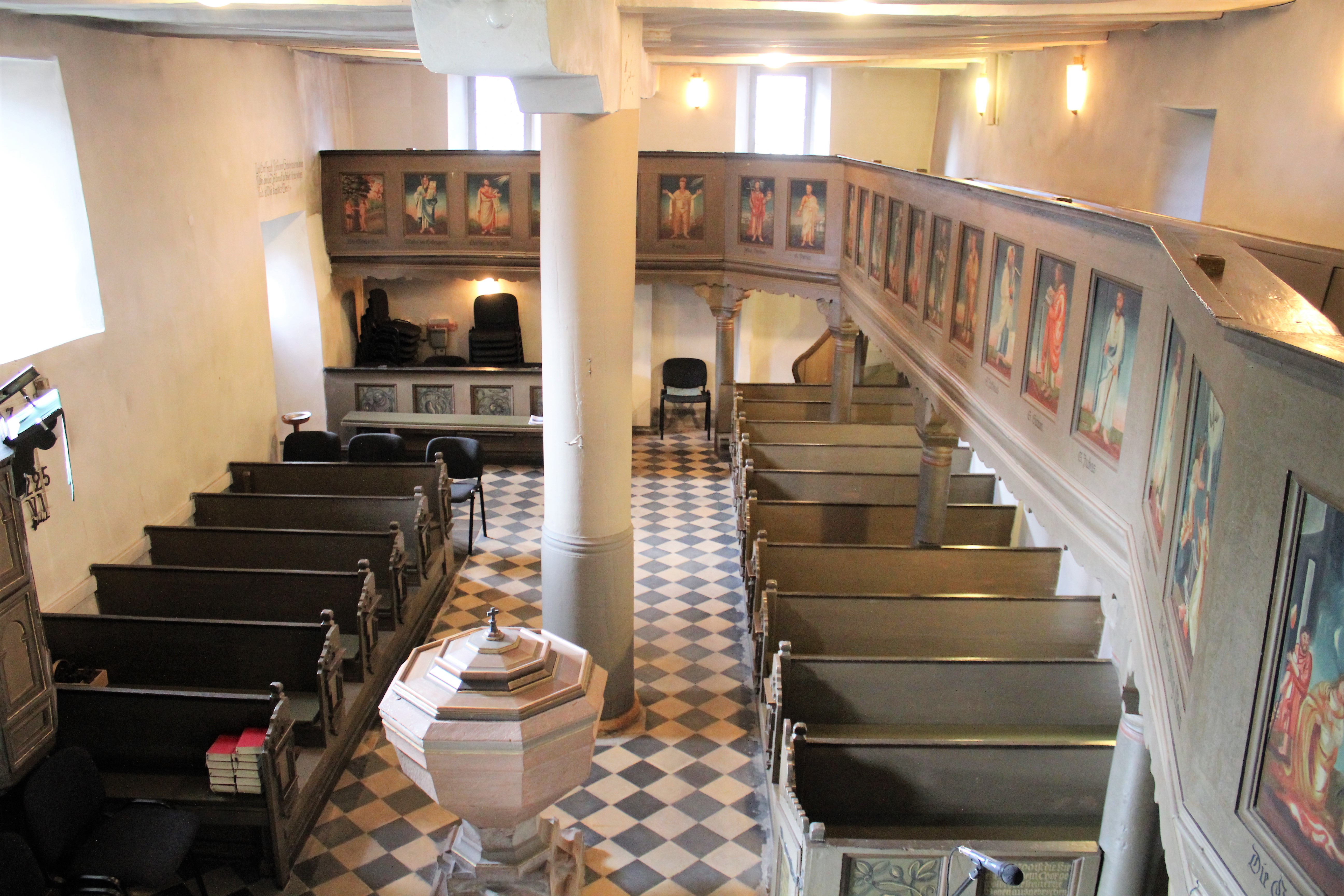
Innenraum mit Blick nach Westen

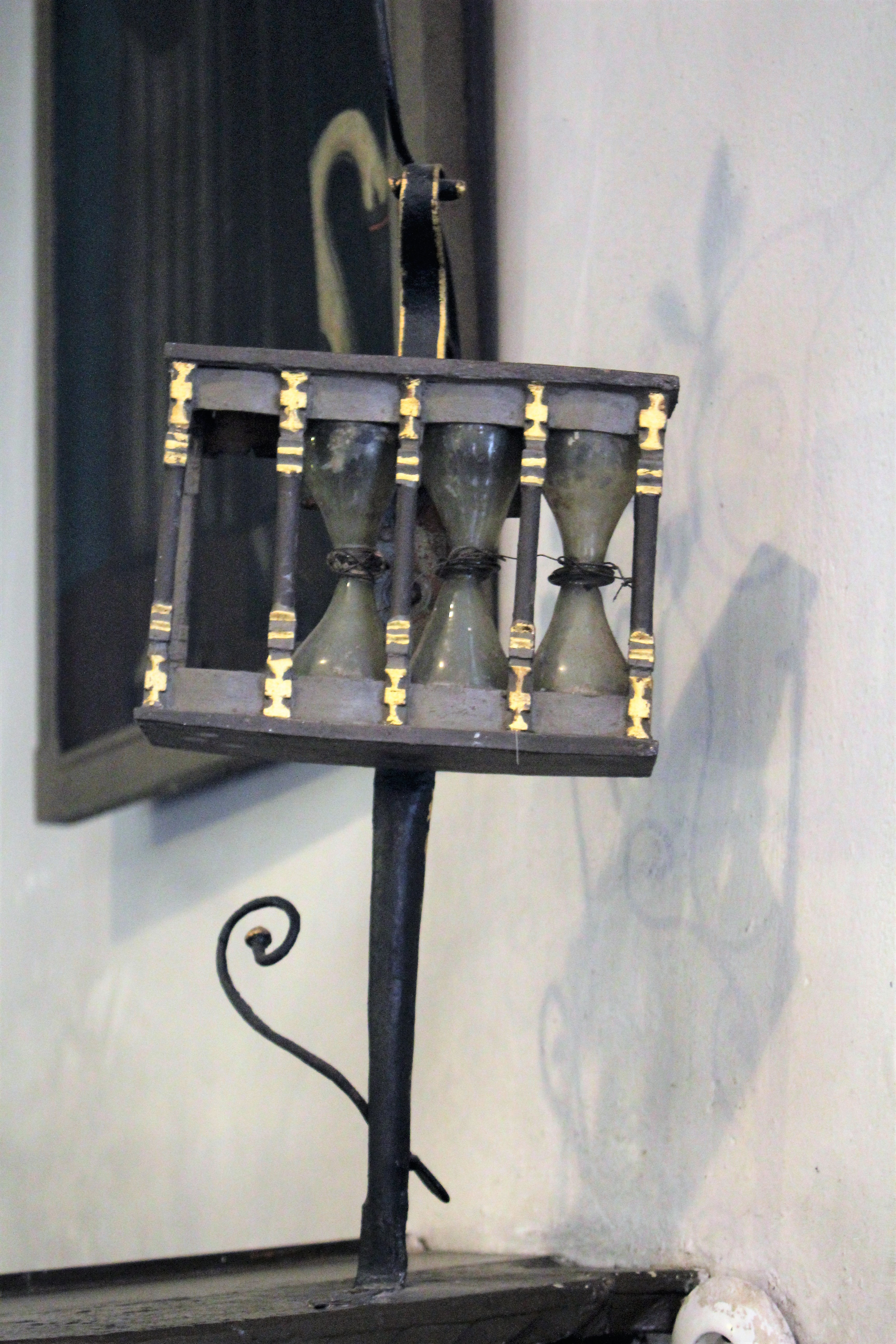
Alter Predigtzeitmesser auf der Kanzel mit Sanduhren

Das Innere des Schiffes wird durch eine niedrige flache Balkendecke abgeschlossen, die wohl im 16. Jahrhundert eingezogen wurde. Sie ruht auf einem Längsunterzug, der von einer mächtigen Rundsäule mitten in der Kirche gestützt wird. Der Chorraum wird hingegen von einer hohen spitzbogigen Tonne überwölbt. Hölzerne Rippen auf einem umlaufenden Gesimskranz imitieren ein steinernes Gewölbe. Die dreiseitig umlaufenden Emporen stammen aus dem Jahr 1617 und wurden Anfang des 18. Jahrhunderts erneuert. Sie werden von achteckigen Pfosten mit Würfelkapitellen getragen. Die Ostempore dient als Aufstellungsort für die Orgel. Die Südseite mit den beiden Eingängen und der Kanzel ist emporenfrei.
Die Brüstungsmalereien schuf Johann August Asmann aus Gladenbach-Weidenhausen im Jahr 1818. Das Bildprogramm zeigt 30 farbige Gemälde in den hochrechteckigen Füllungen der Brüstung. Sie stellen biblische Szenen aus dem Alten und Neuen Testament und die Apostel mit ihren Attributen dar. Die kurze Westempore zeigt die Paradiesszene mit Adam und Eva, Mose und die alttestamentlichen Propheten Jesaja, Jeremia, Ezechiel und Daniel. Auf dem diagonalen Stück im Nordwesten werden Jesus Christus und Simon Petrus dargestellt, an der langen Nordempore die Apostel Andreas, Jakobus der Ältere, Johannes, Philippus, Bartholomäus, Thomas, Matthäus, Jakobus der Jüngere, Simon Zelotes, Judas Thaddäus, auf dem Diagonalstück im Nordosten Matthäus und die Verkündigungsszene, auf der nördlichen Chorempore die Geburt Christi, die Flucht nach Ägypten und die Taufe Jesu, an der Ostempore das Abendmahl, der Verrat Jesu, die Verurteilung Jesu, Kreuzigung, Grablegung, Auferstehung und Himmelfahrt Christi.
Hinter der Orgel sind in schlichter Weise an der Ostwand zwei und an den Seitenwänden zwei weitere monochrome Posaunenengel in einer Wolke gemalt. Links der Orgel weist eine Bauinschrift auf eine Renovierung im Jahr 1700: „ANNO CHRISTI 1700. Ist dise Kirche Gott zu Ehren mit dissem neuen gewölbe und Taffelwerck über all RENOVIRET worden“. Der Inschrift korrespondiert auf der rechten Seite ein Bibelvers aus Ps 103,20 , der die Darstellung der musizierenden Engel erklärt: „Lobet den Herrn, ihr seine Engel ihr starken Helden, die ihr seinen Befehl ausrichtet, daß man höre die Stimme seines Wortes.“ Über der westlichen Tür ist der Bibelvers aus Ex 3,5  zu lesen. Das vermauerte Südportal ist mit der Jahreszahl 1717 bezeichnet.
Ältestes Inventarstück ist das wuchtige, pokalförmige, oktogonale Taufbecken aus Rotsandstein, das vor der Kanzel  aufgestellt ist und aus spätgotischer Zeit stammt. Der aufgemauerte Blockaltar wird von einer Mensaplatte abgeschlossen. Auf ihm ruht ein Altarkreuz mit einem Kruzifix des Dreinageltypus aus der ersten Hälfte des 18. Jahrhunderts.

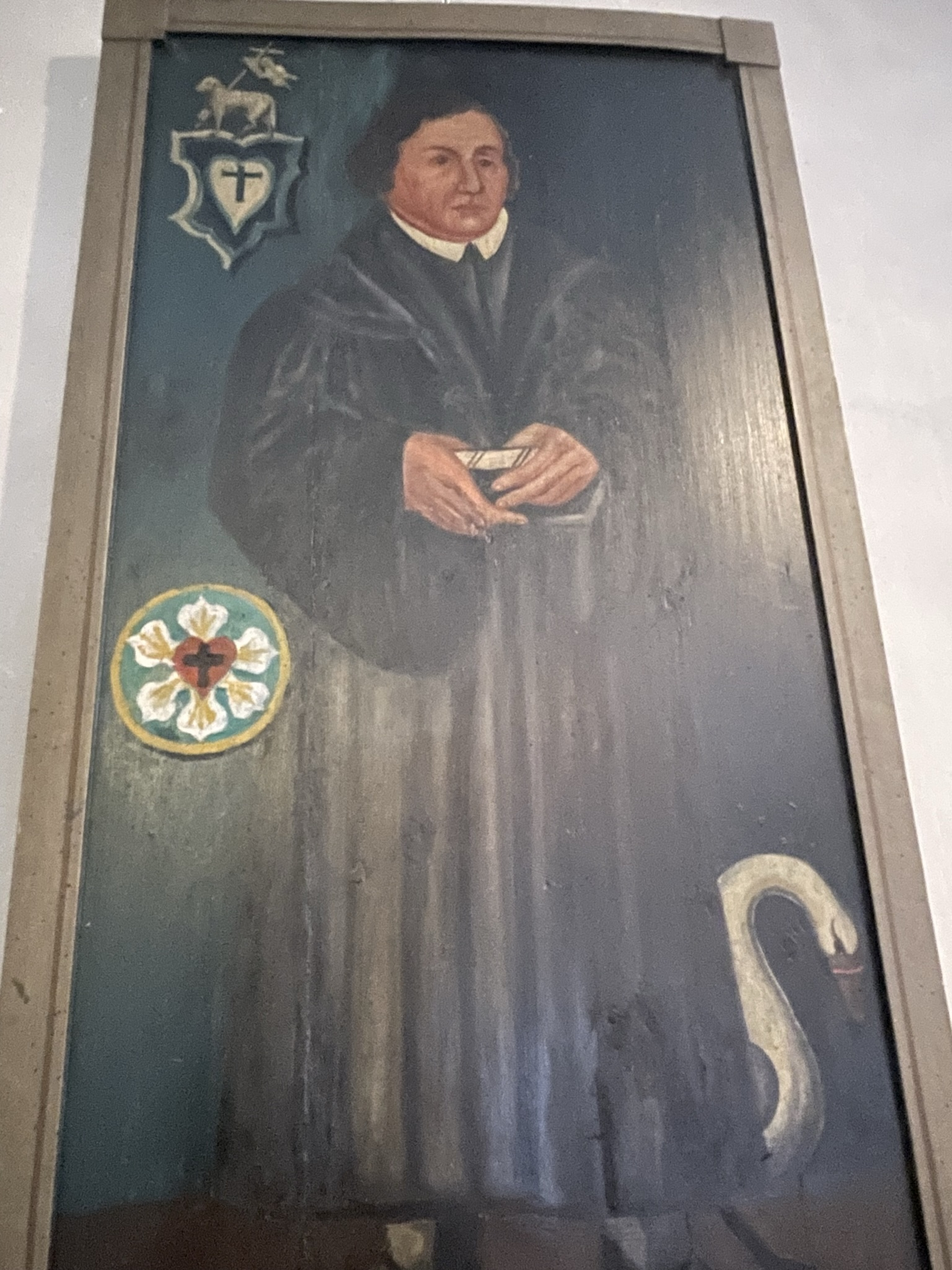
Pfarrer Johann Ulrich Dierlamb (1648–1734)

Die polygonale hölzerne Kanzel von 1700 hat Füllungen mit Rundbögen an den Kanzelfeldern. Der Kanzelaufgang an der linken Seite hat zwei rautenähnliche Füllungen mit Rankenornamenten und eine Gitterwand, die mit einem Aufsatz aus Rocaillen und Spitzen verziert wird. Auf der Kanzel ist ein alter Predigtzeitmesser angebracht, der aus drehbaren Sanduhren in einem schmiedeeisernen Gestell besteht. Drei der vier Sanduhren sind erhalten. Hinter der Kanzel ist ein Ölgemälde aufgehängt, das traditionell als Luther mit dem Schwan gedeutet wurde. Wahrscheinlich zeigt es aber Pfarrer Johann Ulrich Dierlamb (1648–1734) aus Kirchvers, dessen Familienwappen in der Ecke angebracht ist. Im Zuge der Restaurierung im Jahre 2022–2023 wurde eine Lutherrose ergänzt. An der Südwand grenzt der Familienstuhl von 1700 an die Ostempore. Oben hat er vergittertes Rautenwerk, unten Füllungen, die durch Pilaster gegliedert werden. Aus derselben Zeit stammt das Kirchengestühl, das einen Mittelgang freilässt.

## Orgel

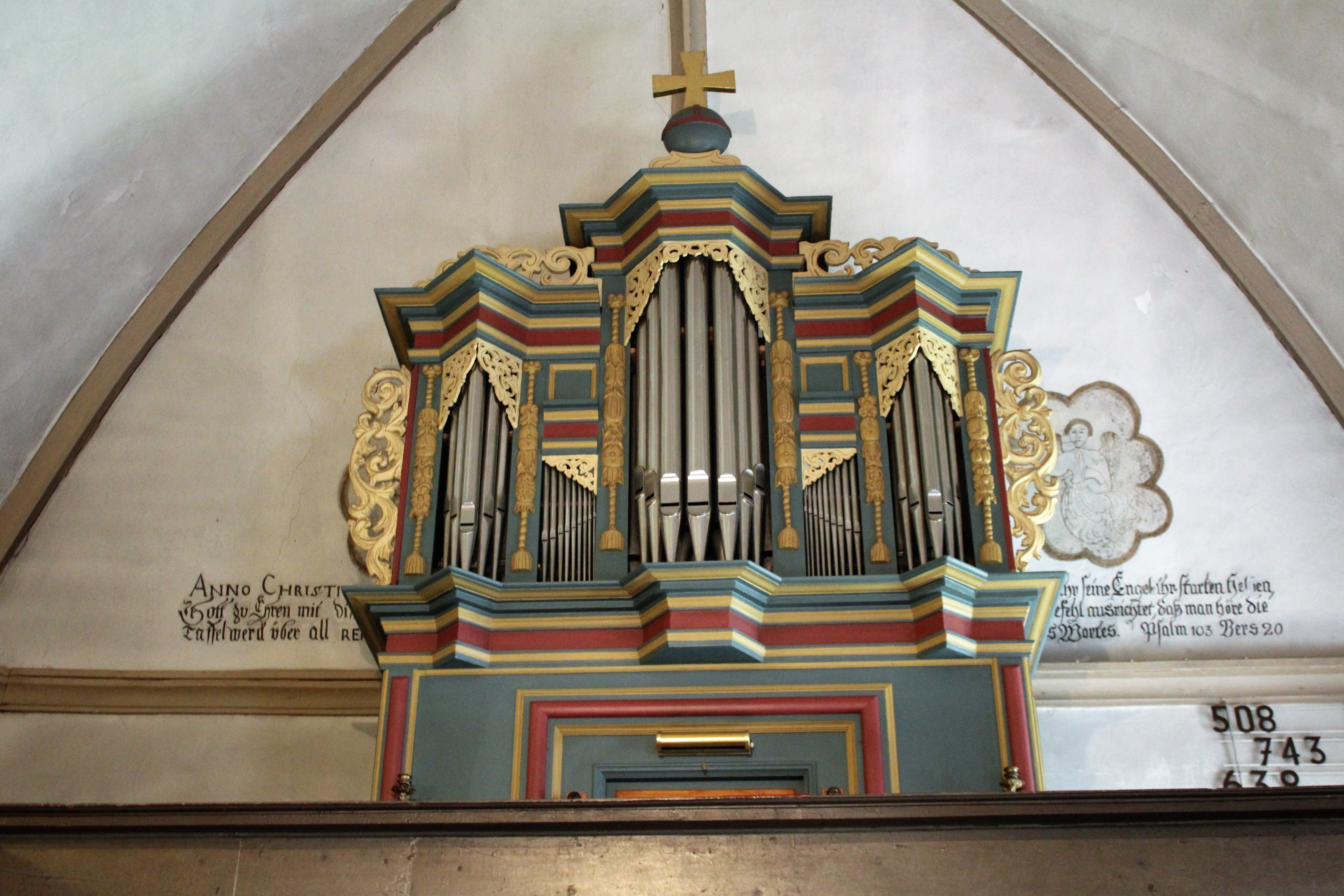
Orgel mit barockem Gehäuse

Die Orgel wurde im Jahr 1780 von dem Orgelbauer Johann Peter Rühl, dem späteren Schwiegersohn von Johann Andreas Heinemann, ein- oder umgebaut. Ursprünglich stammt sie vermutlich von Dreuth. Der fünfachsige Prospekt hat einen überhöhten trapezförmigen Mittelturm, dem ein Kugelkreuz aufgesetzt ist. Zwei niedrige Pfeifenflachfelder, über denen eine kleine kassettierte Füllung angebracht ist, leiten zu den äußeren Spitztürmen über. Flachfeld und Spitzturm sind unter einem gemeinsamen profilierten Kranzgesims vereint. Alle Pfeifenfelder schließen mit vergoldetem Schleierwerk ab, die seitlichen Blindflügel und die Aufsätze auf dem Kranzgesims haben vergoldete Rocaillen. Die Lisenen zwischen den Feldern sind mit Blumengirlanden belegt. Zwischen dem gleich breiten Ober- und Untergehäuse vermittelt ein vorkragendes, profiliertes Gesims mit einem Fries. Profilleisten verzieren das Untergehäuse.
Der Spieltisch des ehemals seitenspieligen Werks wurde zu einem unbekannten Zeitpunkt vorderspielig angelegt. Im Jahr 1984 restaurierte Bruno R. Döring aus Neukirchen (Knüll) die Orgel, was einem Neubau gleichkam. Außer dem historischen Gehäuse wurde das Register Gedackt 4′ übernommen. Anstelle der grauen Fassung wurde die ursprüngliche polychrome Fassung freigelegt. Das Instrument verfügt heute über neun Register, die auf einem Manual und Pedal verteilt sind. Die Disposition lautet wie folgt:
| I Manual C–c3 |    |
| Gedackt       | 8′ |
| Gamba         | 8′ |
| Principal     | 4′ |
| Ged. Flöte    | 4′ |
| Quinta        | 3′ |
| Oktave        | 2′ |
| Flageolett    | 2′ |
| Mixtur        |    |

| Pedal C–c1 |     |
| Subbass    | 16′ |

- Koppeln: I/P